# Make Way for Tomorrow
Make Way for Tomorrow – amerykański melodramat z 1937 roku wyreżyserowany przez Leo McCareya. Film oparty jest na książce Years Are So Long opublikowanej w 1934 przez Josephine Lawrence oraz (w większym stopniu) na sztuce teatralnej napisanej na podstawie powieści przez Helen Leary i Nolana Leary. Zdaniem Orsona Wellesa Make Way or Tomorrow to najsmutniejszy film w dziejach kina.
Tuż przed powstaniem filmu zmarł ojciec McCareya, a owdowiała matka wprowadziła się do syna; zdaniem Elizabeth Kendall film jest wyobrażeniem reżysera na temat tego, jak mogłyby się potoczyć losy jego rodziny, gdyby nie był sławnym reżyserem, mogącym zapewnić matce komfortową starość. Z kolei według Christophera Sharretta Make Way for Tomorrow wyrasta z katolickiego i antykomunistycznego światopoglądu reżysera
Film zyskał uznanie krytyki, jednak nie spodobał się publiczności, która oczekiwała od kina bardziej optymistycznych historii, przynoszących pociechę w trudnych czasach. Niepowodzenie filmu spowodowało odejście McCareya z wytwórni Paramount Pictures. Film pozostawał przez lata zapomniany. Obejrzał go jednak japoński scenarzysta Noda Kōgo, który zainspirowany nim napisał Tokijską opowieść.

## Zarys akcji
Film opowiada o losach starszego małżeństwa, Lucy i Barkleya Cooperów, którzy w wyniku trudności finansowych tracą dom i zmuszeni są zamieszkać u swoich dzieci. Ponieważ jednak żadne z nich nie ma warunków do przyjęcia obojga rodziców, Cooperowie zmuszeni są rozdzielić się po 50 latach wspólnego życia.

## Obsada
- Victor Moore
- Beulah Bondi
- Fay Bainter
- Thomas Mitchell
- Elisabeth Ridson
- Barbara Read